# Alegeri pentru Parlamentul European în Italia, 2009
Alegerile europene pentru a alege cei 72 de europarlamentari italieni au avut loc sâmbătă 6 și duminică 7 iunie 2009, după cum a fost decis de către Guvernul Italian pe 18 decembrie 2008. În aceeași zi, s-au desfășurat și alegerile locale.
Este neobișnuit ca alegerile să fie desfășurate sâmbăta sau duminica, în Italia: toate alegerile politice aveau loc duminica și lunea succesoare, dar alegerile Europene se termină întotdeauna duminica, pentru a nu întârzia rezultatele generale la nivel continental.
Un prag electoral de 4% a fost introdus de Parlamentul Italian.
Alegerile au fost victorioase pentru prim-ministrul italian Silvio Berlusconi, partidele susținătoare ale guvernului câștigând majoritatea locurilor, în număr de 38, în timp ce opoziția a obținut doar 34 de candidați aleși.

## Rezultate
| Partid                                           | Voturi     | %     | Locuri | 2004 | +/– | 2009 | +/– |
| ------------------------------------------------ | ---------- | ----- | ------ | ---- | --- | ---- | --- |
| Poporul Libertății (incl. UDEUR)                 | 10,807,794 | 35.3  | 29     | 27   | +2  | 26   | +3  |
| Partidul Democrat                                | 8,008,203  | 26.1  | 21     | 22   | –1  | 18   | +3  |
| Liga Nordului                                    | 3,126,915  | 10.2  | 9      | 4    | +5  | 4    | +5  |
| Italia Valorilor                                 | 2,452,569  | 8.0   | 7      | 2    | +5  | 1    | +6  |
| Uniunea de Centru                                | 1,996,901  | 6.5   | 5      | 5    | =   | 4    | +1  |
| Lista Anticapitalistă (PCI, PCmI s.a)            | 1,038,247  | 3.4   | -      | 7    | –7  | 3    | –3  |
| Stanga și Libertatea (Verzii, PS, MpS și SD)     | 958,458    | 3.1   | -      | 6    | –6  | 14   | –14 |
| Lista Bonino-Pannella                            | 743,273    | 2.4   | -      | 2    | –2  | 2    | –2  |
| Polul Autonomiei (Dreapta, MpA, PP si AdC)       | 682,046    | 2.2   | -      | 1    | –1  | 3    | –1  |
| Flacăra Tricolor                                 | 244,982    | 0.8   | -      | 1    | –1  | 1    | –1  |
| Partidul Comunist Muncitoresc                    | 166,317    | 0.5   | -      | -    | =   | -    | =   |
| Noua Forță                                       | 146,619    | 0.5   | -      | -    | =   | 1    | –1  |
| Partidul Poporului Tirolian de Sud (aliat cu PD) | 143.027    | 0.5   | 1      | 1    | =   | 1    | =   |
| Liberal Democrat (incl. MAIE)                    | 71,218     | 0.2   | -      | -    | -   | -    | =   |
| Uniunea Valdotaniană (aliat cu PdL)              | 32,926     | 0.1   | -      | -    | =   | -    | =   |
| Reinnoirea Valdotaniană (aliat cu IdV)           | 27,086     | 0.1   | -      | -    | =   | -    | =   |
| Total                                            | 32,747,722 | 100.0 | 72     | 78   | –6  | 78   | –6  |

Sursa: Ministerul de interne Arhivat în 9 iunie 2009, la Wayback Machine.
| Majoritatea Parlamentară Italiană                   |
| Opoziția Parlamentară și Extraparlamentară Italiană |

## Legături externe
- Ministerul Italian al Afacerilor Interne